# Happy Jele
Happy Quinton Jele (sinh ngày 1 tháng 1 năm 1987 ở Middelburg, Mpumalanga) là một hậu vệ bóng đá người Nam Phi cho Orlando Pirates ở Premier Soccer League.